# Hanau

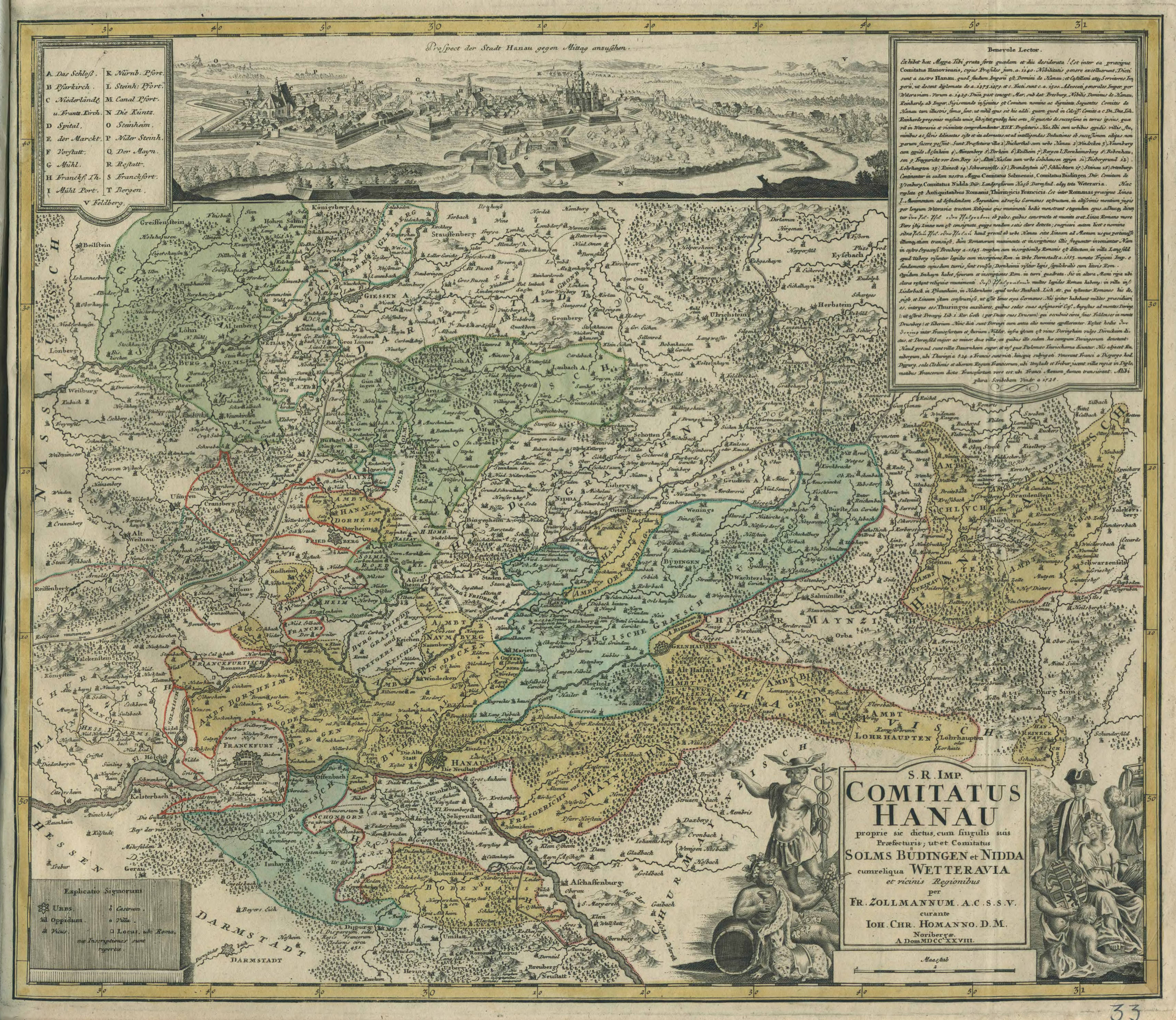
Karta över Hanau från 1728.

Hanau är en stad i Tyskland och har omkring 103 000 invånare. Den ligger i förbundslandet Hessen vid floden Main omkring 25 kilometer öster om Frankfurt am Main.

## Historia
År 1143 nämndes staden för första gången av Dammo von Hagenowe. Hanau fick stadsrättigheter 1303 av kung Albrekt I, och befästes 1528. Under 30-åriga kriget stred svenskarna och de kejserliga om Hanau. Södra delen av staden grundades 1597 av vallonska och holländska reformerta flyktingar. I slaget vid Hanau besegrade Napoleon 30-31 oktober 1813 österrikarna och bayrarna.
Den 19 mars 1945 förstördes staden närmast fullständigt på grund av en engelsk flygattack.
Särskilt norra delen av staden hade före bombningarna ålderdomlig prägel med ett flertal medeltida byggnader, rester av de medeltida slottet och befästningarna. Rådhuset från 1537 inrymde ett historiskt museum. Den södra staden rymde vallonska kyrkan från 1600 och ett rådhus från 1733. Här fanns även en monument över de i staden födda bröderna Grimm.
Staden Hanau med kringliggande områden var från 1100-talet grevskap och delades 1480 i Hanau-Münzenberg i Wetterau och Hanau-Lichtenberg. Det förra kom 1641 till sidolinjen Hanau-Schwarzenfels och tillföll med dennes besittningar Hanau-Lichtenberg och tillsammans med detta 1736 Hessen-Kassel. 1803 blev Hanau furstendöme och kom 1810 till storhertigdömet Frankfurt och 1810 till Kurhessen. De senare furstarna respektive prinsarna av Hanau är avkomlingar till Fredrik Vilhelm I av Hessen-Kassel och hans gemål Gertrud, furstinna av Hanau. Från 1866 tillhörde Hanau Preussen. som från januari 1871 i sin tur tillhörde Tyska riket.
Den 19 februari 2020 inträffade ett skottdrama i staden.

## Näringsliv
Hanau var en gång ett centrum för guld- och silversmide. I dag är det mest Hightech-företag som har sitt säte i Hanau, som till exempel Heraeus. Även VAC och Dunlop har stora fabriker i Hanau. Dessutom är staden känd för sina atomanläggningar som tillhör Siemens.
Hanau ligger vid de tyska motorvägarna A3, A45 och A66 samt har ett avstånd på mindre än en timme till Frankfurt Mains flygplats i Frankfurt. Dessutom trafikeras Hanau av flera snabbtåg typ ICE-tåg.

## Kända personer
Kända personer som föddes i Hanau är bröderna Wilhelm och Jacob Grimm, samt tonsättaren Paul Hindemith. Även den före detta fotbollsspelaren och tränaren Rudi Völler föddes i Hanau.